# Контабас
Контабас (укр. контабас, кантабас, кантабал) — украинская настойка, старинный украинский алкогольный напиток, распространенный по всей территории Украины. В разных регионах напиток известен под разными названиями: кантабас (запад Украины), кантабас и контабас (центр Украины), контабас и конобас (восток Украины). В словаре украинского языка Бориса Гринченко, изданного в Берлине в 1924 году определяется как: «Кантабас, -су, м. — родъ опьяняющаго напитка. Як нап’ється кантабасу, стане нетверезий. Чуб. V. 1161».

## Исторические сведения и особенности напитка
Первые упоминания о контабасе появляются в начале XVIII века.
В отличие от настоек, для изготовления которых берут плоды чёрной смородины, при изготовлении контабаса используются только её почки. Именно поэтому рецепт и метод получения этого напитка невозможно перевести в плоскость автоматизации, а контабаса изготовляют не так много: почки собираются вручную, чтобы предотвратить потерю эфирных масел, благодаря которым напиток становится уникальным.
Контабас производится на базе специального дистиллята; именно правильный способ его изготовления и способ настаивания важны для получения настоящего контабаса. Вкус и запах контабаса, как и любого другого алкогольного напитка, очень зависит от технологии производства. Факторами, наиболее влияющими на эти показатели, являются сорт смородины, время уборки почек, способ изготовления дистиллята, способ фильтрации и условия выдержки продукта. Настоящий украинский контабас чаще бывает коричневого цвета, в случае перезревания почек — зелёного, при добавлении веток — бурого.
Контабас упоминается в художественной литературе:
«…Удивительную настойку на почках чёрной смородины можно попробовать только в апреле, если не поленишься и сделаешь её сам. Чистого изумрудного цвета, непередаваемого аромата, эта настойка была бы, конечно, самой дорогой из всех остальных, но, к сожалению, её нельзя хранить. Через некоторое время она из изумрудно-зеленой становится коричневой, как коньяк, и совсем утрачивает аромат молодого смородинового листа, а пахнет бог знает чем….» (В. Солоухин, «Третья охота»)

## Старинный способ приготовления
Один из первых рецептов напитка упоминается на страницах книги Зиновии Клиновецкой «Страви й напитки на Україні» (1913 г.):
«Берут почки смородины (не споречок), насыпают 1/2 бутыля и заливают дополна хорошей водкой. Бутыль обвязывают чистым полотном, ставят на солнце и держат так не больше шести недель. Затем процеживают через чистое полотно, дают устояться, сливают, когда надо, снова процеживают, разливают по бутылкам, закупоривают очень хорошо хорошими затычками, хранят в сухом погребе. Чем старше будет кантабас, тем лучше» — под водкой (укр. горілкой) здесь очевидно подразумевают домашний очищенный дистиллят специального приготовления крепостью около 50 градусов.

## Современное производство
Последние 90 литров напитка, изготовленного из специального дистиллята, выдержаных на смородиновых почках, богатых эфирными маслами, и заложеные в бутыли на выдержку в 1993 году, нашли братья Пелехи в 2018 году в одном из Закарпатских сёл. Напиток выкупил украинский бизнесмен из Киева Роман Пелех — нынешний владелец бренда Kontapel.
После купажирования было получено не более 400 бутылок аутентичного напитка. Так удалось возродить старинный напиток. В настоящее время контабас существует в пропорции 30 % на 70 %, где 30 % — это оригинальный контабас 1993 года, и 70 % — это восстановленный согласно рецепту контабас современной выдержки. На сегодня это самая древняя коллекция контабаса в Украине и за её пределами.